# Frank Darabont
Frank Darabont (Montbéliard, 28 de janeiro de 1959) é um cineasta, roteirista e produtor de cinema francês radicado nos Estados Unidos.
Fez várias adaptações dos livros de Stephen King.

## Processo contra a AMC
Frank Darabont processou a AMC; o valor pedido por ele e pela agência CAA foi de pelo menos US$ 280 milhões. O produtor foi demitido pela emissora durante a segunda temporada da série, e afirma que não recebeu o valor correto em relação ao licenciamento da exibição da séries nas emissoras afiliadas.
O processo também irá avaliar, segundo o THR, as circunstâncias do afastamento de Darabont. O produtor alega que a AMC reduziu os seus lucros ao não contabilizá-lo como parte de toda a segunda temporada de TWD. Ele alega ter trabalhado em todos os episódios, enquanto a emissora alega que ele precisaria ter estado envolvido até o fim do ciclo.

## Filmografia

### Direção
- 2008 - The Mist
- 2001 - The Majestic
- 1999 - The Green Mile
- 1994 - The Shawshank Redemption[2]
- 1990 - Buried Alive  (TV)
- 1983 - The Woman in the Room

### Produção
- 2010 / 2011 - The Walking Dead (série de televisão)

## Prémios e nomeações
- Recebeu duas nomeações ao Óscar, na categoria de Melhor Filme, por "The Shawshank Redemption" (1994) e "The Green Mile" (1999).

- Recebeu duas nomeações ao Óscar, na categoria de Melhor Argumento Adaptado, por "The Shawshank Redemption" (1994) e "The Green Mile" (1999).

- Recebeu uma nomeação ao Globo de Ouro, na categoria de Melhor Argumento, por "The Shawshank Redemption" (1994).